# Thesszáliai Szövetség
A Thesszáliai Szövetség az antik Görögországban a thesszáliai települések népét (thesszaloszok) összefogó védelmi, majd politikai szövetség, koinon volt. A hagyomány szerint az i. e. 6. század közepére alakult ki. Élén – eleinte csak háború esetén – a választott katonai főparancsnok (tagosz) állt, aki a vezető arisztokrata családokból – mint a lariszai Aleuadák, a krannóni Szkopadák és a pharszaloszi Ekhekratidák – került ki.

## A szövetség felépítése
A thesszáliai tanács és gyűlés működéséről csak az i. e. 5. századból és az i. e. 4. századból vannak adatok. Thesszáliát a hagyomány szerint a vöröshajú ("pürrhosz") Aleuasz – aki i. e. 500 körül hunyt el – négy körzetre (tetrasz) osztotta be: Thesszaliótisz, Phtiótisz, Pelaszgiótisz, Hesztiaiótisz. Minden tetrasz élén i. e. 457 előtt egy tetrarkhész, utána egy polemarkhosz állt. A poliszok területén utánpótlási területeket, kléroszokat hozott létre. Minden klérosznak 40 lovast és 80 hoplitészt kellett kiállítania. A kléroszok számát mintegy 150-re, azaz tetraszonként 37-38-ra szokták becsülni. A régészek csak mintegy 60 jelentősebb thesszáliai lelőhelyet – azaz vélhetően poliszt, nagyobb falut – ismernek, a kléroszok száma ennél tehát két és félszer nagyobb. Így Thesszália mintegy 6000 lovasból és 12000 hoplitészből álló görög viszonyok között jelentős haderőt tudott kiállítani. Xenophón a Hellénikában 6000 lovast és 10000 hoplitészt említ. i. e. 374-ben Iaszón, mint tagosz 6000 külföldi zsoldossal együtt 8000 lovassal és 20000 hoplitésszel rendelkezett, ugyancsak Xenophón szerint.
Az i. e. 5. században a Thesszália körüli népek – magnészek, phtiótiszi akhajoszok, perrhaboioszok – már függő helyzetben (perioikoszok) voltak a szövetségtől és adót fizettek neki.

## A szövetség története
i. e. 457 körül a thesszaloszok elűzték a legutóbbi tagosz Ekhekratidész fiát, Oresztészt, aki Athéntől kért segítséget, de az athéniak  beavatkozása sikertelen maradt. Ekkor tagosz nélkül maradt Thesszália és széthullott a tetraszokra. Az egységet csak i. e. 431 körül tudták helyreállítani, feltehetőleg a pharszaloszi Daokhosz révén. A vezető családok azonban állandó harcot vívtak a tagoszi címért, ezért i. e. 400 körül Arkhelaosz makedón király rövid időre megszállta Thesszáliát.
Egy idővel később az erőskezű zsarnok Iaszón tudta megszervezni ismét Thesszália egységét, de őt i. e. 370-ben meggyilkolták. i. e. 369-ben a phtiótiszi Pherai türannosza pherai Alexandrosz bejelentette igényét egész Thesszáliára, amit a thesszaloszok, élükön az Aleuadákkal élesen elleneztek és a makedón királytól II. Alexandrosztól kértek segítséget. A makedón király azonban nem tudott sokáig Thesszáliában maradni, mert otthon trónkövetelője akadt. Azt tanácsolta tehát, hogy a thesszaloszok kérjék Thébai segítségét. A Thébaiba érkező thesszalosz küldöttséget Pelopidasz boiótarkhosz fogadta, aki kapva kapott az alkalmon, mert vágyott barátja Epameinóndasz hadisikereire. Seregével benyomult Thesszáliába, Magnészia vidékére, ahol nem tudta legyőzni pherai Alexandroszt, de az a veszteségek hatására mégis békét kötött, és megígérte, hogy nem háborgatja többé Thesszáliát.
Pelopidasz ekkor feltámasztotta és átszervezte a  Thesszáliai Szövetséget a Boiót Szövetség mintájára, s ezentúl tagosz helyett választott arkhón állt az élén. Ezzel pherai Alexandroszt végleg megfosztotta a vezetés lehetőségétől.